# Сабарский заказник
Сабарский заказник — ландшафтный заказник на территории Артинского городского округа Свердловской области, Россия.

## Географическое положение
Сабарский ландшафтный заказник расположен на северо-востоке муниципального образования Артинский городской округ Свердловской области, на южном склоне хребта Сабарский Увал на площади в 82 квадратных километра.

## История
В 1901 году лесничий Артинской дачи Боков В. Е. в «Лесном журнале» указывал, что в течение 50 лет (1787—1837) в связи с деятельностью Артинского завода облик окружающего леса быстро изменился. Были вырублены наиболее производительные сосняки на территории 20,8 тысячи гектаров. Вместо «красных лесов» — расстроенные насаждения из берёзовых и малорослых осиновых молодых и средних лет.

## Охраняемый памятник природы
В заказнике имеются европейские темнохвойно-широколиственные леса с участием липы, клёна и вяза, которые являются эталоном хвойно-широколиственных лесов. Заказник является крайним северо-восточным форпостом елово-широколиственных лесов восточноевропейского типа в России.